# Sergeant York
Sergeant York är en amerikansk film från 1941 i regi av Howard Hawks. Filmen bygger på sergeant Alvin C. Yorks liv, hans religiösa uppvaknande och insatser under första världskriget. Manuset är skrivet efter dennes dagböcker. Filmen blev den mest inkomstbringande amerikanska filmen 1941 och Gary Cooper tilldelades en Oscar för bästa manliga huvudroll. Filmen vann även en Oscar för bästa klippning och var nominerad i flera andra kategorier. Den är invald i National Film Registry av Library of Congress.

## Rollista
- Gary Cooper - Sergeant Alvin York
- Walter Brennan - Rosier Pile
- Joan Leslie - Gracie Williams
- George Tobias - "Pusher" Ross
- Stanley Ridges - Major Buxton
- Margaret Wycherly - Yorks mor
- Ward Bond - Ike Botkin
- Noah Beery, Jr. - Buck
- June Lockhart - Rosie York
- Dickie Moore - George York
- Howard da Silva - Lem